# Staatliche Kunsthalle Karlsruhe

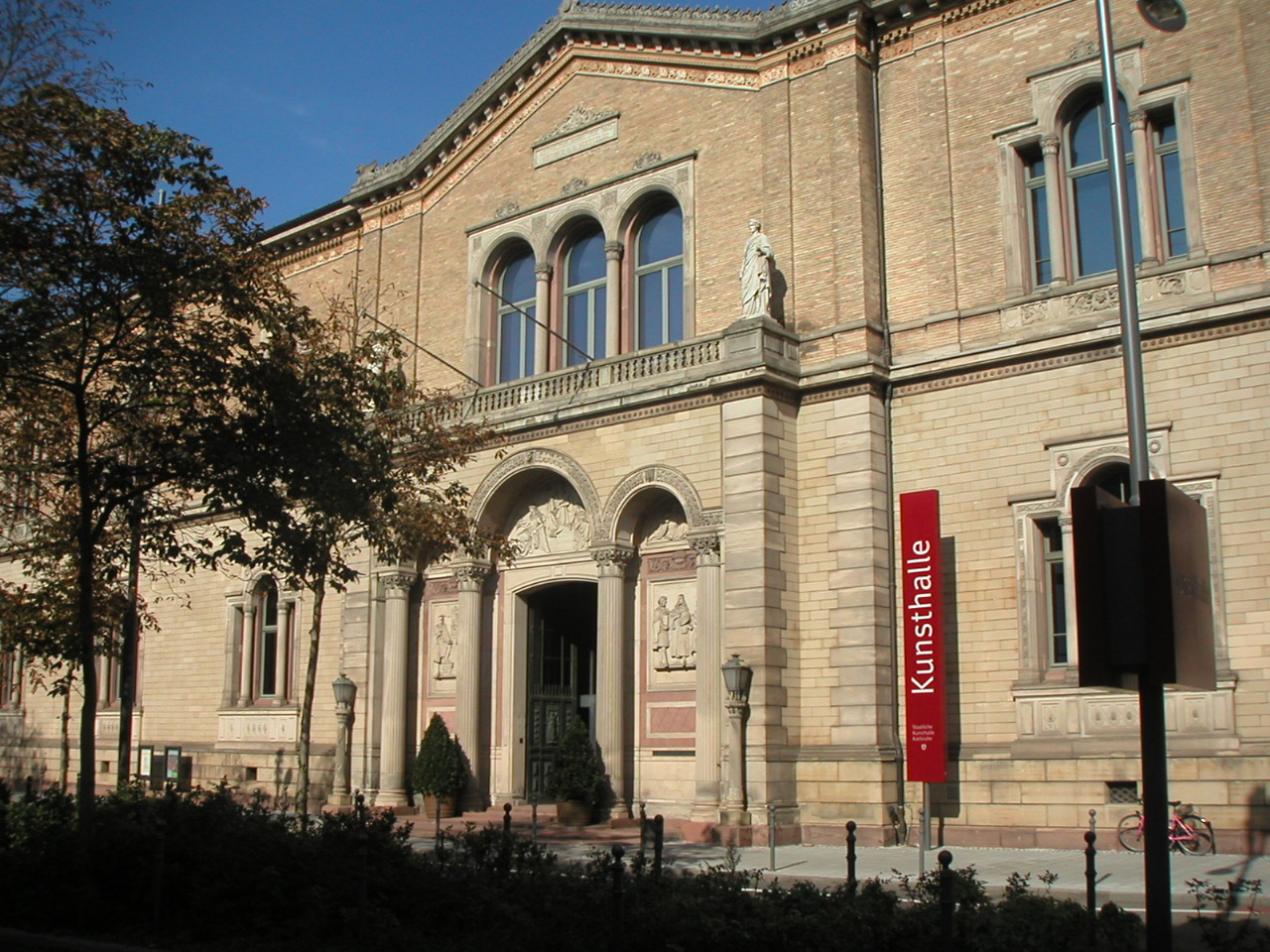
Staatliche Kunsthalle Karlsruhe

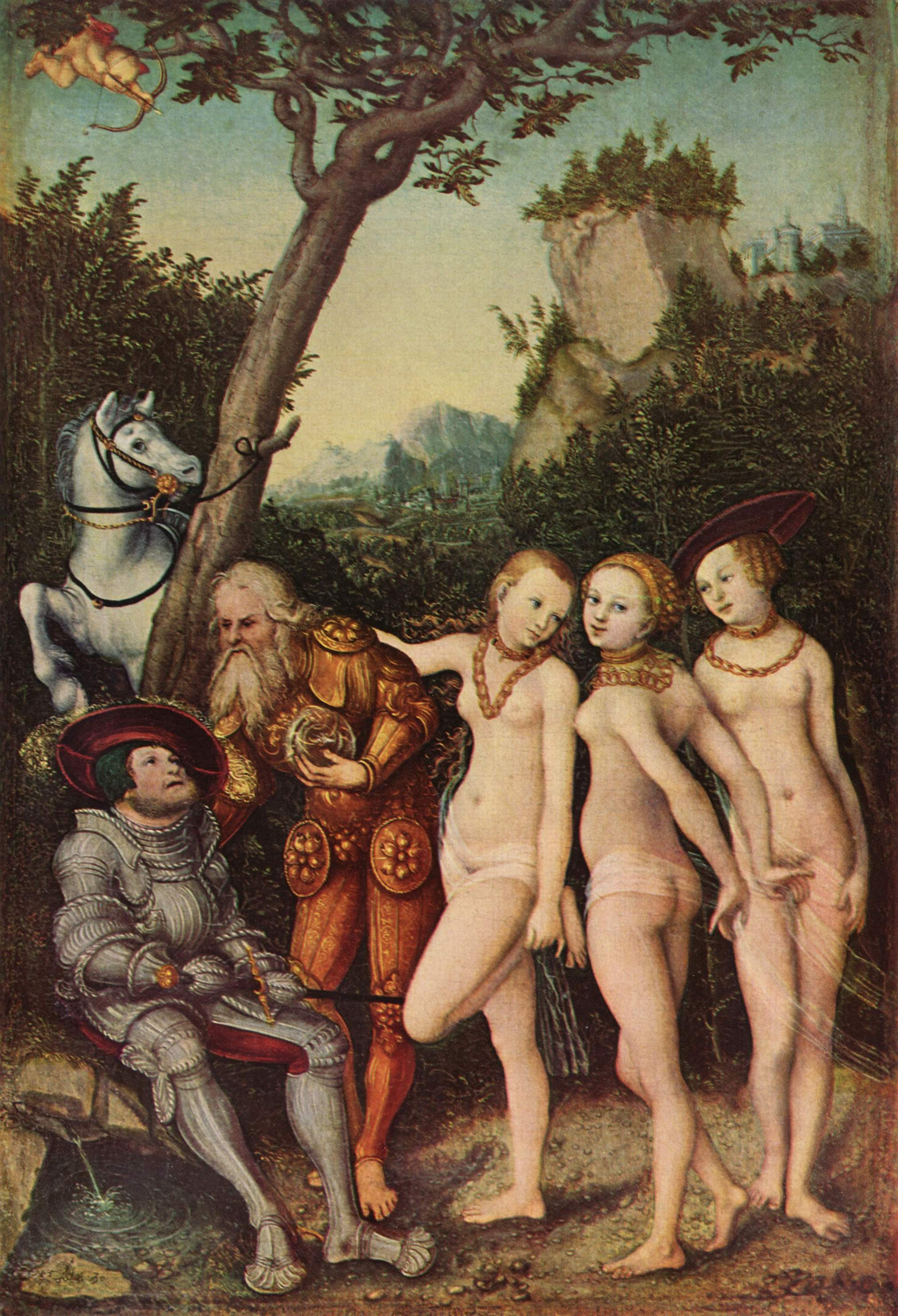
Lucas Cranach de Oude: Urteil des Paris (rond 1530)

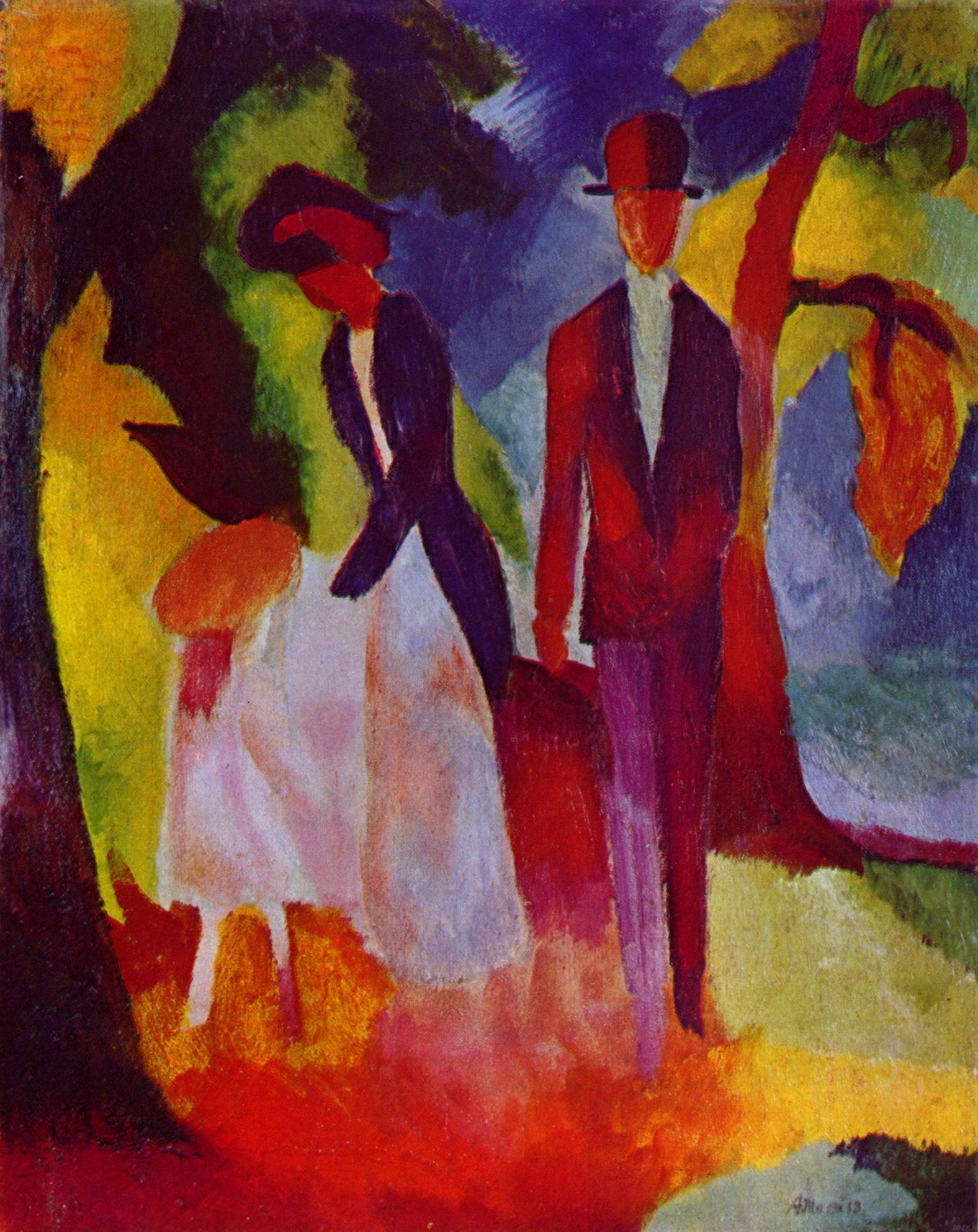
August Macke: Leute am blauen See (1913)

De Staatliche Kunsthalle Karlsruhe is een museum voor beeldende kunst in de Duitse stad Karlsruhe in de deelstaat Baden-Württemberg.
De kunsthal, ooit gesticht door Karoline Luise von Baden, biedt onderdak aan een grote collectie werken uit zeven eeuwen van voornamelijk Duitse, Franse en Nederlandse meesters. De Orangerie herbergt de collectie moderne en hedendaagse kunst.

## Gebouw
Het gebouwencomplex dateert uit de periode 1836 - 1846 en is gebouwd als Groothertogelijk schilderijenmuseum, ooit ontworpen als een gebouw met vier vleugels, maar uiteindelijk gebouwd als een tweevleugelig pand in de zogenaamde rondboogstijl. Het museumgebouw is sinds de ingebruikneming in 1846 enkele malen vergroot. De laatste uitbreiding was in 1990 met een nieuwe vleugel van architect Heinz Mohl. Het museum beschikt thans over een tentoonstellingsoppervlak van 4775 m².

## Collectie

### Duitse schilderkunst
- Werken uit de veertiende, vijftiende en zestiende eeuw van: de Meister der Karlruher Passion, Matthias Grünewald, Lucas Cranach de Oude, Albrecht Dürer en Hans Baldung
- Werken uit de zeventiende en achttiende eeuw van: Johann König, Jacob Marrell en Franz Anton Maulbertsch.
- Werken uit de negentiende en twintigste eeuw van: Joseph Anton Koch, Georg Friedrich Kersting, Caspar David Friedrich, Karl Blechen, Adolph Menzel, Anselm Feuerbach, Max Liebermann, Lovis Corinth, Ferdinand Georg Waldmüller, Carl Spitzweg, Arnold Böcklin, Hans von Marées, Wilhelm Leibl, Fritz von Uhde, Wilhelm Trübner en Max Klinger.

### Nederlandse en Vlaamse schilderkunst
- Werken vanaf de zestiende eeuw van: Pieter Coecke van Aelst, Lucas van Leyden, Jan Massys, Nicolaas Neufchatel, Jan Cornelisz Vermeyen, Jan van Hernessen, Pieter de Hooch, David Teniers de Jonge, Samuel van Hoogstraten, Jan van Goyen, Jacob van Ruisdael, Albert Cuyp, Gabriel Metsu, Peter Paul Rubens, Jacob Jordaens, Gerard de Lairesse en Rembrandt van Rijn.

### Franse schilderkunst
- Werken uit de zeventiende en achttiende eeuw van: Claude Lorrain, Hyacinthe Rigaud, Nicolas de Largillière, Claude Joseph Vernet en Nicolas Lancret.
- Werken uit de negentiende eeuw van: Gustave Courbet, Eugène Delacroix, Édouard Manet, Edgar Degas, Camille Pissarro, Paul Gauguin en Paul Cézanne.

## Orangerie
In de aangrenzende Orangerie worden werken getoond van de modern klassieken en de hedendaagse kunst.
- Kunst tot 1945 van: Robert Delaunay, Wassily Kandinsky, Franz Marc, August Macke, Ernst Ludwig Kirchner, Kurt Schwitters, Max Ernst, Lyonel Feininger, Otto Dix en Max Beckmann.
- Kunst uit de periode na 1945 van: Jean Dubuffet, Yves Klein, Josef Albers, Gerhard Richter, Georg Baselitz en Bogomir Ecker.

## Kupferstichkabinett
Het museum heeft een prentenkabinet met een van de oudste grafiekverzamelingen van Europa en telt rond 90.000 werken. De collectie omvat werken van de vijftiende eeuw tot hedendaags grafiek.

## Kindermuseum
Het Kinder- und Jugendmuseum der Staatlichen Kunsthalle Karlsruhe behoort tot de oudste in zijn soort in Duitsland. Vanaf 1973 worden hier wisselexposities geboden met verschillende thema's.